# 14584 Lawson
A 14584 Lawson (ideiglenes jelöléssel 1998 RH63) a Naprendszer kisbolygóövében található aszteroida. A LINEAR projekt keretében fedezték fel 1998. szeptember 14-én.